# Еллора
Еллора (англ. Ellora Caves, мар. वेरूळ) — селище в індійському штаті Махараштра, близько 30 кілометрів на захід від міста Ауранґабад. Із 1983 року система печер і численні замки зараховані ЮНЕСКО до списку Світової спадщини. Створення печер датується приблизно з 6 по 9 століття до н. е..
Із 34 печер Еллори 12 печер на півдні — буддійські, 17 у центрі присвячені індуїзму, 5 печер на північ — джайнізму. Одним із найвеличніших з них є храм Кайласанатх